# Paddelfloat

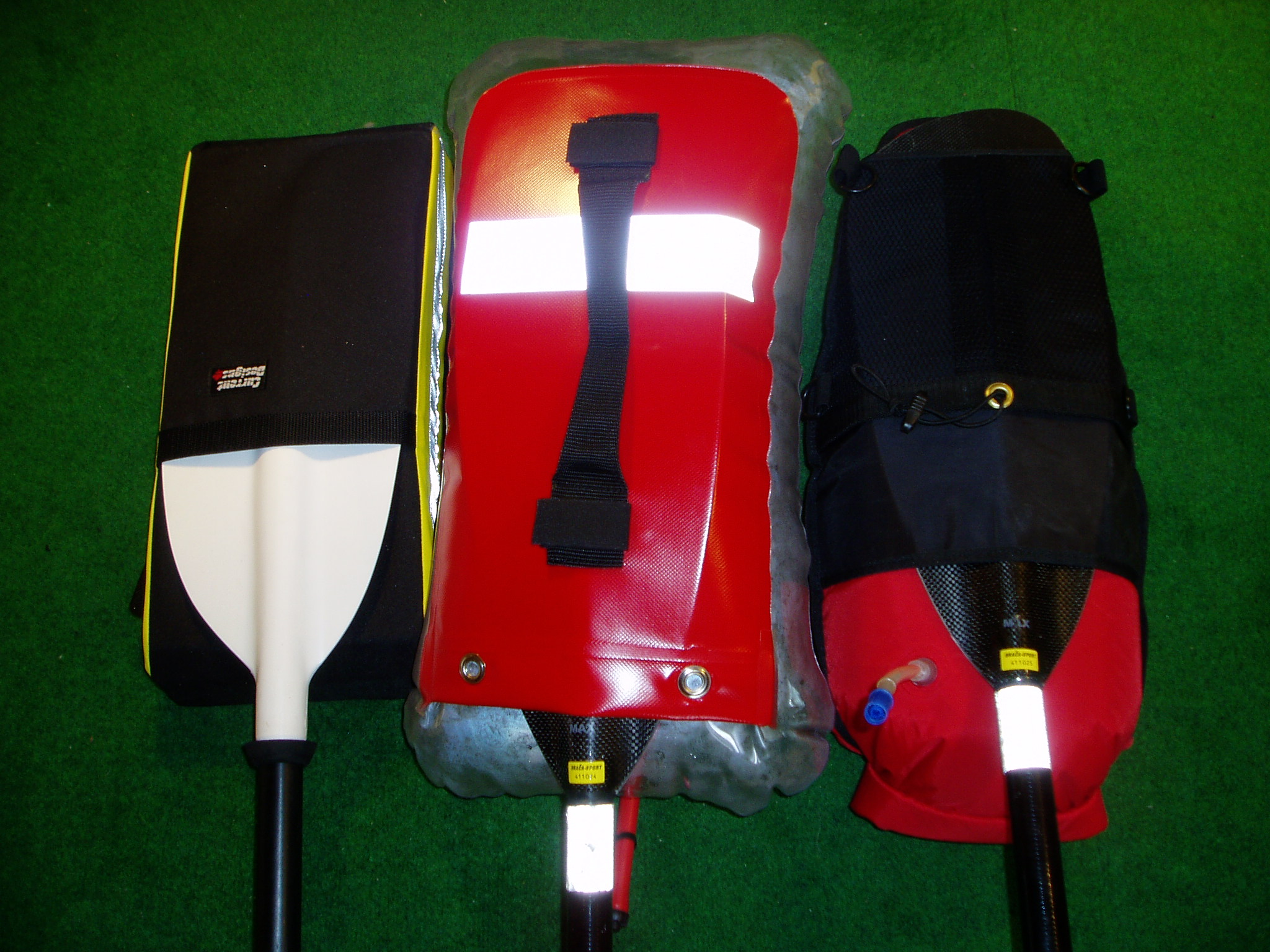
Drei Paddelfloats

Ein Paddelfloat ist ein Schwimmkörper, der am Paddelblatt befestigt wird. Er wird seit den 1980er Jahren verwendet, speziell beim Wiedereinstieg auf offenen Gewässern und beim Seekajakfahren.

## Verwendung
Zum Zweck des Wiedereinstiegs nach einem Kentern wird es auf dem Paddelblatt befestigt. Es gibt sowohl aufblasbare Paddelfloats, als auch Paddelfloats aus festem Schaumstoff. Erstere bieten meist etwas mehr Auftrieb, können aber bei sehr kalter Umgebung schwierig aufzublasen sein.
Das Paddelfloat kommt beim Wiedereinstieg mit Rolle (Reentry and Roll) zum Einsatz, in dem der Sportler in das Kajak einsteigt und sich mit einer Eskimorolle wieder aufrichtet. Es kann weiterhin zur Selbstrettung als Ausleger dienen, während man in die Sitzluke einsteigt. Man kann es auch zum Training der Eskimorolle benutzen, um den Auftrieb des Paddelblatts zu erhöhen.
Kanuverbände empfehlen den Ausrüstungsgegenstand nicht im Boot zu verpacken, sondern als wichtiges lebensrettendes Utensil stets in Reichweite zu verstauen.